# COROT-4b
COROT-Exo-4b는 항성 COROT-Exo-4를 돌고 있는 외계 행성이다. 이 행성은 2008년 COROT 미션 수행 중 발견되었다.

## 물리적 특징
이 행성의 질량은 목성의 73퍼센트 수준이며, 반지름은 목성보다 16.8퍼센트 더 크다. 질량에 비해 큰 반지름으로 미루어 보아 어머니 항성에서 받는 열 에너지 때문에 상층 대기가 팽창해 있는 것으로 보인다. 어머니 항성과의 거리는 0.0925 천문단위이며 이심률은 0에 가깝다.

## 참고 문헌
1. ↑  “Notes for star CoRoT-Exo-4”. 2008년 8월 3일에 원본 문서에서 보존된 문서. 2008년 5월 29일에 확인함.
2. ↑  ESA Portal - Exoplanet hunt update